# Edición de la cajita
Edición de la cajita o la del cofrecillo, es el nombre con que se conoce el ejemplar de los poemas de Homero, reunidos y corregidos por Aristóteles, Calístenes y Anaxarco para Alejandro Magno, quien lo guardaba en una valiosa cajita procedente del tesoro de Darío.